# Socond (gmina)
Socond – gmina w Rumunii, w okręgu Satu Mare. Obejmuje miejscowości Cuța, Hodișa, Socond, Soconzel i Stâna. W 2011 roku liczyła 2641 mieszkańców.